# Serieåret 1907

## Händelser

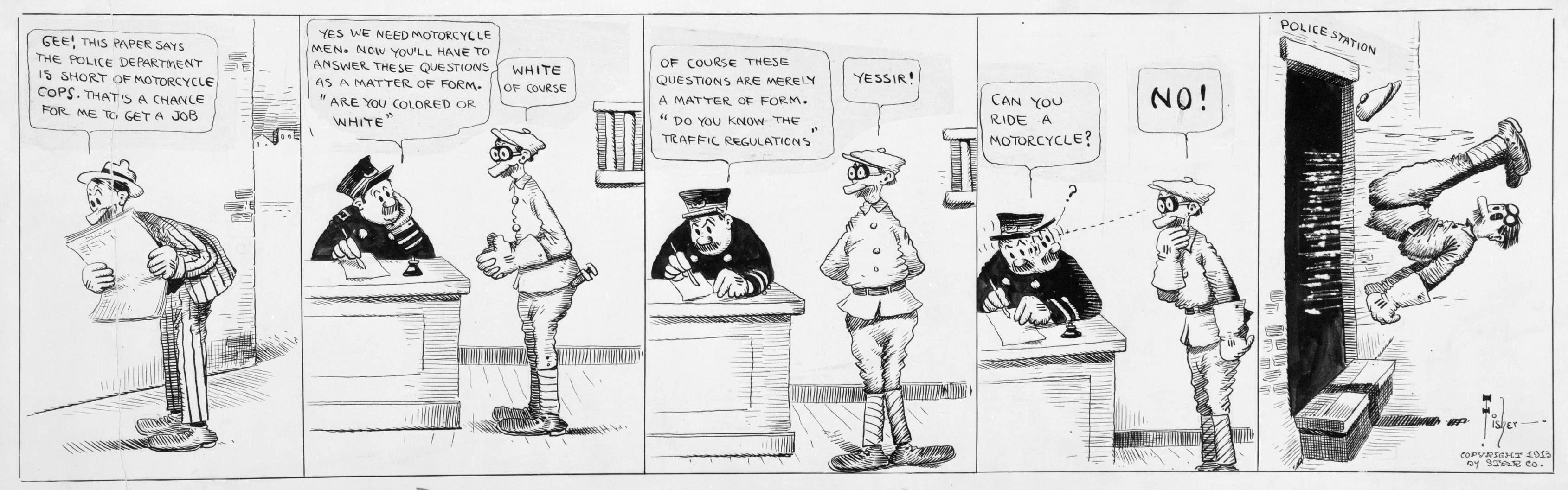
Stor-Klas och Lill-Klas.

- 15 november - Bud Fishers serie Mutt and Jeff, känd som Stor-Klas och Lill-Klas på svenska, publiceras för första gången, i tidningen San Francisco Chronicle.[1]

## Födda
- 1 januari - Carlo Cossio, italiensk serietecknare.[2]
- 27 februari - Dudley D. Watkins (död 1969), engelsk serieskapare och illustratör.
- 28 februari - Milton Caniff (död 1988), amerikansk serietecknare, känd för serierna Terry and the Pirates och Steve Canyon.
- 7 april - Jacques Laudy (död 1993), belgisk målare och serietecknare.
- 22 maj - Hergé (död 1983), belgisk serietecknare, känd för Tintin.
- 27 juli - Jesse Marsh (död 1966), amerikansk serietecknare och animatör.